# Campeonato Uruguayo de Primera División 1941
El Campeonato Uruguayo 1941 fue el 38° torneo de Primera División del fútbol uruguayo, correspondiente al año 1941.
El torneo consistió en un campeonato a dos ruedas todos contra todos, coronando campeón al equipo que logrará más puntos, mientras que el peor equipo descendería a la Segunda División.
El Club Nacional de Football se coronó campeón por tercer año consecutivo ganando todos los encuentros que disputó.
Por otra parte Bella Vista ocupó la última posición, por lo que debió descender a la naciente Primera División "B", que remplazaría en el 1942 a la Divisional Intermedia como segunda categoría del fútbol uruguayo.

## Campeonato

### Tabla de posiciones
| Pos. | Equipo               | PJ | PG | PE | PP | GF | GC | Dif. | Pts. |
| ---- | -------------------- | -- | -- | -- | -- | -- | -- | ---- | ---- |
| 1º   | Nacional             | 20 | 20 | 0  | 0  | 79 | 22 | +57  | 40   |
| 2.º  | Peñarol              | 20 | 15 | 1  | 4  | 60 | 31 | +29  | 31   |
| 3.º  | Rampla Juniors       | 20 | 8  | 6  | 6  | 37 | 33 | +4   | 22   |
| 4.º  | Sud América          | 20 | 7  | 5  | 8  | 32 | 40 | -8   | 19   |
| 5.º  | Central              | 20 | 7  | 5  | 8  | 29 | 38 | -9   | 19   |
| 6.º  | Racing               | 20 | 6  | 6  | 8  | 38 | 46 | -8   | 18   |
| 7.º  | River Plate          | 20 | 7  | 3  | 10 | 35 | 41 | -6   | 17   |
| 8.º  | Liverpool            | 20 | 6  | 5  | 9  | 26 | 42 | -16  | 17   |
| 9.º  | Montevideo Wanderers | 20 | 5  | 4  | 11 | 37 | 37 | 0    | 14   |
| 10.º | Defensor             | 20 | 4  | 6  | 10 | 25 | 44 | -19  | 14   |
| 11.º | Bella Vista          | 20 | 3  | 3  | 14 | 21 | 45 | -24  | 9    |

|  | Campeón Uruguayo.             |
|  | Desciende a Segunda división. |

|                                             |
| Uruguay                                     |
| Campeón Uruguayo 1941 Nacional 16.to título |

### Equipos clasificados

#### Copa Aldao 1941
|   | Equipo   | Clasificación como                   |
| - | -------- | ------------------------------------ |
| 1 | Nacional | Campeón del Campeonato Uruguayo 1941 |

### Fixture
| Peñarol     | 4-0 | Liverpool            |
| Nacional    | 3-2 | Bella Vista          |
| Central     | 1-1 | Sud América          |
| Racing      | 1-0 | Rampla Juniors       |
| River Plate | 1-0 | Montevideo Wanderers |

| Nacional    | 6-0 | Defensor             |
| Peñarol     | 1-0 | Rampla Juniors       |
| Bella Vista | 1-1 | Central              |
| Sud América | 3-2 | River Plate          |
| Racing      | 3-1 | Montevideo Wanderers |

| Peñarol              | 5-0 | Central     |
| Nacional             | 3-2 | Sud América |
| Racing               | 2-1 | River Plate |
| Montevideo Wanderers | 1-1 | Defensor    |
| Bella Vista          | 2-0 | Liverpool   |

| Peñarol        | 2-1 | Bella Vista          |
| Nacional       | 6-0 | Liverpool            |
| Central        | 0-0 | Defensor             |
| Sud América    | 2-1 | Montevideo Wanderers |
| Rampla Juniors | 1-0 | River Plate          |

| Peñarol     | 4-2 | Racing               |
| Nacional    | 4-1 | Rampla Juniors       |
| Defensor    | 1-0 | Bella Vista          |
| River Plate | 2-1 | Central              |
| Liverpool   | 2-1 | Montevideo Wanderers |

| Nacional       | 5-3 | Central     |
| Sud América    | 2-1 | Peñarol     |
| Bella Vista    | 1-0 | River Plate |
| Racing         | 2-1 | Liverpool   |
| Rampla Juniors | 2-2 | Defensor    |

| Nacional       | 3-2 | Montevideo Wanderers |
| River Plate    | 4-3 | Peñarol              |
| Rampla Juniors | 3-1 | Central              |
| Liverpool      | 3-0 | Sud América          |
| Defensor       | 2-2 | Racing               |

| Central              | 4-1 | Racing         |
| Sud América          | 2-2 | Defensor       |
| Montevideo Wanderers | 4-0 | Bella Vista    |
| Nacional             | 1-0 | Peñarol        |
| Liverpool            | 0-0 | Rampla Juniors |

| Nacional             | 4-0 | Racing         |
| River Plate          | 2-0 | Defensor       |
| Central              | 0-0 | Liverpool      |
| Sud América          | 1-0 | Bella Vista    |
| Montevideo Wanderers | 2-2 | Rampla Juniors |

| Peñarol        | 5-2 | Defensor             |
| Liverpool      | 2-1 | River Plate          |
| Racing         | 3-3 | Sud América          |
| Central        | 3-2 | Montevideo Wanderers |
| Rampla Juniors | 1-1 | Bella Vista          |

| Peñarol        | 2-1 | Montevideo Wanderers |
| Defensor       | 1-1 | Liverpool            |
| Racing         | 1-1 | Bella Vista          |
| Rampla Juniors | 3-1 | Sud América          |
| Nacional       | 3-1 | River Plate          |

| Peñarol              | 5-1 | Liverpool   |
| Nacional             | 3-1 | Bella Vista |
| Sud América          | 3-1 | Central     |
| Rampla Juniors       | 4-2 | Racing      |
| Montevideo Wanderers | 2-1 | River Plate |

| Nacional    | 4-1 | Defensor             |
| Peñarol     | 2-0 | Rampla Juniors       |
| Central     | 2-1 | Bella Vista          |
| Sud América | 1-1 | River Plate          |
| Racing      | 3-2 | Montevideo Wanderers |

| Peñarol              | 4-1 | Central     |
| Nacional             | 4-2 | Sud América |
| Racing               | 3-3 | River Plate |
| Montevideo Wanderers | 2-0 | Defensor    |
| Bella Vista          | 2-1 | Liverpool   |

| Peñarol              | 4-3 | Bella Vista |
| Nacional             | 4-2 | Liverpool   |
| Central              | 2-1 | Defensor    |
| Montevideo Wanderers | 3-1 | Sud América |
| Rampla Juniors       | 3-3 | River Plate |

| Peñarol     | 3-3 | Racing               |
| Nacional    | 6-1 | Rampla Juniors       |
| Defensor    | 2-0 | Bella Vista          |
| River Plate | 3-1 | Central              |
| Liverpool   | 2-2 | Montevideo Wanderers |

| Nacional       | 3-1 | Central     |
| Peñarol        | 4-2 | Sud América |
| River Plate    | 5-1 | Bella Vista |
| Liverpool      | 3-2 | Racing      |
| Rampla Juniors | 2-0 | Defensor    |

| Nacional    | 3-2 | Montevideo Wanderers |
| Peñarol     | 5-0 | River Plate          |
| Central     | 2-1 | Rampla Juniors       |
| Sud América | 1-0 | Liverpool            |
| Defensor    | 2-1 | Racing               |

| Central              | 2-1 | Racing      |
| Defensor             | 3-1 | Sud América |
| Montevideo Wanderers | 6-2 | Bella Vista |
| Nacional             | 6-0 | Peñarol     |
| Rampla Juniors       | 5-0 | Liverpool   |

| Nacional             | 4-0 | Racing         |
| River Plate          | 3-2 | Defensor       |
| Central              | 1-1 | Liverpool      |
| Sud América          | 1-0 | Bella Vista    |
| Montevideo Wanderers | 2-2 | Rampla Juniors |

| Peñarol        | 4-1 | Defensor             |
| Liverpool      | 3-1 | River Plate          |
| Racing         | 2-2 | Sud América          |
| Central        | 2-0 | Montevideo Wanderers |
| Rampla Juniors | 3-2 | Bella Vista          |

| Peñarol        | 2-1 | Montevideo Wanderers |
| Liverpool      | 4-2 | Defensor             |
| Racing         | 4-0 | Bella Vista          |
| Rampla Juniors | 3-1 | Sud América          |
| Nacional       | 4-1 | River Plate          |